# Lakeside (Kolorado)
Lakeside – miasto w Stanach Zjednoczonych, w stanie Kolorado, w hrabstwie Jefferson.

## Demografia
W roku 2010 miasto zamieszkiwało zaledwie 8 osób, a gęstość zaludnienia wynosiła 13,3 osoby/km². W roku 2023 liczba mieszkańców zwiększyła się 2-krotnie do 16 osób, a gęstość zaludnienia przekroczyła 26 osób/km². Pomimo tak szybkiego wzrostu zaludnienia, Lakeside pozostaje najmniejszą miejscowością stanu Kolorado.